# بروتوكول النقل في الوقت الحقيقي
بروتوكول النقل في الوقت الحقيقي (بالإنجليزية: Real-time Transport Protocol)‏ هو بروتوكول شبكة لتوصيل الصوت والفيديو عبر حزمة بروتوكولات الإنترنت. يتم استخدام بروتوكول النقل في الوقت الحقيقي في أنظمة الاتصالات والترفيه التي تتضمن وسائط متدفقة، مثل الاتصالات الهاتفية وتطبيقات مؤتمرات الفيديو عن بعد وخدمات التلفزيون وميزات الضغط والتحدث المستندة إلى الويب.
يعمل بروتوكول النقل في الوقت الحقيقي عادةً عبر بروتوكول حزم بيانات المستخدم. يتم استخدام بروتوكول النقل في الوقت الحقيقي مع بروتوكول التحكم في الوقت الحقيقي. بينما تحمل بروتوكول النقل في الوقت الحقيقي تدفقات الوسائط (على سبيل المثال الصوت والفيديو)، يتم استخدام بروتوكول التحكم في الوقت الحقيقي لمراقبة إحصاءات الإرسال وجودة الخدمة (QoS) وتساعد على مزامنة التدفقات المتعددة. هي إحدى الأسس التقنية لنقل الصوت باستعمال بروتوكول الإنترنت وفي هذا السياق غالبًا ما تستخدم بالاقتران مع بروتوكول تشوير مثل بروتوكول بدء الجلسة (SIP) الذي ينشئ اتصالات عبر الشبكة.
تم تطوير بروتوكول النقل في الوقت الحقيقي بواسطة مجموعة عمل نقل الصوت والفيديو التابعة لمجموعة مهندسي الإنترنت وتم نشره لأول مرة في عام 1996 باسم الذي حل محله بعد ذلك في عام 2003.

## ملخص
بدأت فرقة عمل هندسة الإنترنت (IETF) في تطوير بروتوكول النقل في الوقت الحقيقي بدءًا من عام 1992، جنبًا إلى جنب مع بروتوكول البلاغ المؤتمري وبروتوكول وصف الجلسة وبروتوكول بدء الجلسة (SIP). 
تم تصميم بروتوكول النقل في الوقت الحقيقي لنقل الوسائط المتدفقة من طرف إلى طرف وفي الوقت الفعلي. يوفر البروتوكول تسهيلات لتعويض تقلقل الإرسال واكتشاف فقدان الحزمة والتسليم خارج الترتيب، وهو أمر شائع خاصة أثناء عمليات إرسال UDP على شبكة IP. يسمح بروتوكول النقل في الوقت الحقيقي بنقل البيانات إلى وجهات متعددة من خلال البث المتعدد IP. يعتبر بروتوكول النقل في الوقت الحقيقي المعيار الأساسي لنقل الصوت/الفيديو في شبكات IP ويستخدم مع ملف تعريف مرتبط وتنسيق الحمولة. يعتمد تصميم بروتوكول النقل في الوقت الحقيقي على المبدأ المعماري المعروف باسم تأطير طبقة التطبيق حيث يتم تنفيذ وظائف البروتوكول في التطبيق بدلاً من حزمة البروتوكولات نظام التشغيل.
تتطلب تطبيقات دفق الوسائط المتعددة في الوقت الحقيقي تسليم المعلومات في الوقت المناسب وغالبًا ما يمكن أن تتسامح مع فقدان بعض الحزم لتحقيق هذا الهدف. على سبيل المثال، قد يؤدي فقدان حزمة في تطبيق سمعي إلى فقدان جزء من الثانية من البيانات الصوتية، والتي يمكن جعلها غير ملحوظة باستخدام خوارزميات مناسبة لإخفاء الخطأ. على الرغم من أن بروتوكول التحكم بالنقل (TCP) معياري لاستخدام بروتوكول النقل في الوقت الحقيقي، لا يُستخدم عادةً في تطبيقات بروتوكول النقل في الوقت الحقيقي لأن بروتوكول التحكم بالنقل يفضل الموثوقية على التوقيت. بدلاً من ذلك، فإن غالبية تطبيقات بروتوكول النقل في الوقت الحقيقي مبنية على بروتوكول حزم بيانات المستخدم. بروتوكولات النقل الأخرى المصممة خصيصًا لجلسات الوسائط المتعددة هي SCTP و DCCP، على الرغم من اعتبارًا من 2012، لم تكن منتشرة على نطاق واسع.
بروتوكول النقل في الوقت الحقيقي يحمل بيانات في الوقت الحقيقي. تتضمن المعلومات التي يوفرها هذا البروتوكول الطوابع الزمنية (للمزامنة) وأرقام التسلسل (لفقدان الحزمة وإعادة ترتيب الكشف) وتنسيق الحمولة الذي يشير إلى التنسيق المشفر للبيانات. يستخدم بروتوكول التحكم في الوقت الحقيقي من أجل تغذية مرتدة جودة الخدمة (QoS) والتزامن بين تدفقات الوسائط. عرض النطاق الترددي لحركة بروتوكول التحكم في الوقت الحقيقي مقارنة بـبروتوكول النقل في الوقت الحقيقي صغير، عادةً حوالي 5٪.
عادةً ما يتم بدء جلسات بروتوكول النقل في الوقت الحقيقي بين الأقران المتصلين باستخدام بروتوكول إشارات. قد تستخدم هذه البروتوكولات بروتوكول وصف الجلسة لتحديد معلمات الجلسات.
يتم إنشاء جلسة بروتوكول النقل في الوقت الحقيقي لكل تدفق وسائط متعددة. قد تستخدم تدفقات الصوت والفيديو جلسات بروتوكول النقل في الوقت الحقيقي منفصلة ، مما يتيح لجهاز الاستقبال استقبال مكونات تدفق معين بشكل انتقائي. تصميم بروتوكول النقل في الوقت الحقيقي وبروتوكول التحكم في الوقت الحقيقي مستقل عن بروتوكول النقل. عادةً ما تستخدم التطبيقات UDP مع أرقام المنافذ في النطاق غير المميز (من 1024 إلى 65535). يمكن استخدام بروتوكول نقل التحكم في التدفق (SCTP) وبروتوكول التحكم في ازدحام مخطط البيانات (DCCP) عند الرغبة في بروتوكول نقل موثوق. توصي مواصفات بروتوكول النقل في الوقت الحقيقي بأرقام المنافذ الزوجية لـ بروتوكول النقل في الوقت الحقيقي، واستخدام رقم المنفذ الفردي التالي لجلسة بروتوكول التحكم في الوقت الحقيقي المرتبطة. :68يمكن استخدام منفذ واحد لـ بروتوكول النقل في الوقت الحقيقي و بروتوكول التحكم في الوقت الحقيقي في التطبيقات التي تعدد إرسال البروتوكولات.
يتم استخدام بروتوكول النقل في الوقت الحقيقي بواسطة تطبيقات الوسائط المتعددة في الوقت الفعلي مثل الصوت عبر IP والصوت عبر IP و WebRTC وتلفزيون بروتوكول الإنترنت.